# Busuu
Busuu és una plataforma d'aprenentatge d'idiomes al web, iOS i Android que permet als usuaris interactuar amb parlants nadius. El 2021, Chegg va adquirir Busuu per 436 milions de dòlars.
La pàgina proporciona unitats d'aprenentatge en dotze idiomes diferents: anglès, espanyol, francès, alemany, italià, portuguès, rus, turc, polonès, àrab, japonès i xinés, que poden ser afegits al e-portfoli d'aprenentatge dels usuaris i donar seguiment als seus progressos.
Busuu és una empresa start-up ubicada en Londres, el seu objectiu és ajudar a aquelles persones que desitgen millorar les seues capacitats lingüístiques. La pàgina consta amb nombrosos parlants nadius, i ha revolucionat la manera d'aprendre idiomes gràcies a programes multimèdia i a l'intercanvi lingüístic a través de l'ordinador.
Tots els usuaris poden corregir els exercicis d'altres usuaris o contactar amb altres parlants per compartir els seus dubtes o fins i tot començar una videoconferència. A més de connectar amb altres usuaris, busuu ofereix unitats d'aprenentatge que cobreixen diversos assumptes, amb frases i vocabulari representats per imatges i sons pronunciats per veus professionals de persones segons l'idioma seleccionat. La majoria d'aquestes activitats poden ser utilitzades sense la necessitat de participar en l'aspecte de xarxa social de la pàgina.
Hi ha dos classes de membres: membres ordinaris o gratuïts, i membres Premium. Encara que la majoria de les funcionalitats són gratuïtes, algunes com les unitats gramaticals i funcions multimèdia tals com unitats de vídeo, gravació de veu i podcasts, sols estan disponibles per a usuaris Premium. L'empresa ven materials d'alguns associats tals com llibres de referència de gramàtica de Collins. En juny del 2008, Busuu fou considerada com una de les top.

## Història
Busuu va ser fundada el maig de 2008 per Bernhard Niesner i Adrian Hilti. L'empresa es va llançar amb una versió gratuïta del seu web. El 2009 es va introduir la subscripció Premium per accedir a totes les funcions de la plataforma i el 2010 es va llançar la primera aplicació per a mòbils Busuu.
Busuu rep el nom de la llengua en perill d'extinció Busuu, parlada al Camerun. Segons un estudi etnològic realitzat a la dècada del 1980, només vuit persones en aquell moment encara eren capaços de parlar aquesta llengua. El 2010, Busuu va crear un curs breu d'idiomes per animar la gent a aprendre l'idioma Busuu mitjançant Busuu.
Després de tancar una ronda Sèrie A de 3,5 milions d'euros de PROfounders Capital i inversors privats el 2012, Busuu va millorar encara més les funcionalitats de la plataforma i va augmentar la seva quota de mercat global. Durant aquell any, l'empresa va traslladar les seves oficines i personal a una oficina amb seu a Londres. L'oficina central de Busuu ha romàs a Londres des d'aleshores.
El maig de 2016, l'empresa va llançar Busuu for Organisations, la plataforma d'aprenentatge d'idiomes per a universitats i empreses. Amb la plataforma, les organitzacions poden donar als seus estudiants o empleats accés a Busuu Premium. La plataforma permet a les organitzacions veure el progrés dels estudiants i l'ús de l'aplicació al llarg del temps. S'han creat cursos personalitzats per a organitzacions com Uber. Això incloïa lliçons sobre els contextos específics que trobaria un conductor d'Uber amb els seus passatgers.
El 2016, va ser un soci de llançament de Google Home Assistant, oferint classes activades per veu en castellà; el 2017 va llançar una aplicació de realitat virtual per aprendre espanyol, disponible per a Oculus Gear i Oculus Go, i el 2018, Busuu va llançar una prova de comprensió per a la plataforma Amazon Alexa.
El 29 de novembre de 2021, l'empresa de tecnologia educativa Chegg va anunciar que adquiriria Busuu per aproximadament 436 milions de dòlars (385 milions d'euros) i s'esperava que l'acord tanqui a principis de 2022.

## Concepte

### Cursos d'idiomes
Busuu incorpora els elements comunicatius de l'aprenentatge social a l'aprenentatge d'idiomes d'autoaprenentatge. A través del seu lloc web i aplicacions mòbils, Busuu ofereix accés gratuït i Premium a 14 cursos d'idiomes, impartits en 15 idiomes de la interfície.
Busuu ofereix cursos basats en els nivells MCER A1, A2, B1, B2 i C1. El material d'estudi es divideix en lliçons temàtiques, cadascuna basada en escenaris de conversa comuns. Les lliçons contenen pràctiques de vocabulari i gramàtica, exercicis de pronunciació, qüestionaris interactius i pràctica conversacional amb parlants nadius que són membres de la comunitat Busuu.
El 2019, Busuu va llançar contingut de tercers amb lliçons amb vídeos i articles de The New York Times i The Economist, per permetre als estudiants aprendre d'exemples reals d'ús de la llengua.
Mitjançant la seva col·laboració amb McGraw-Hill Education, els estudiants poden rebre un certificat de finalització de nivell entre el nivell principiant A1 i el nivell intermedi B2 en anglès, espanyol, francès, alemany, italià i portuguès. Les proves se centren en el diàleg, la comprensió i les habilitats productives. Els certificats conjunts amb McGraw Hill s'han interromput. Ara només és Busuu qui avala el certificat.
Hi ha accés gratuït a tots els cursos i accés de pagament a les funcions Premium. La instrucció de gramàtica, les converses orals i escrites, l'entrenament de vocabulari de repetició espaiada i altres funcions, com ara el mode fora de línia, només estan disponibles per als estudiants Premium.
La plataforma fomenta l'aprenentatge col·laboratiu permetent als membres practicar les seves habilitats d'escriptura i parla amb l'ajuda de parlants nadius de la llengua que estan aprenent. Tots els alumnes corregeixen el treball dels altres. Poden conversar mitjançant un enregistrament de veu asíncron o un xat de text. D'aquesta manera, cada usuari de Busuu és alhora estudiant d'una llengua estrangera i tutor de les llengües que ja saben parlar.

## Investigació acadèmica
El 2016, investigadors de la Universitat de la Ciutat de Nova York i la Universitat de Carolina del Sud van realitzar un estudi sobre l'eficàcia dels cursos de Busuu. Els resultats van indicar que aprendre un idioma durant 22 hores amb Busuu Premium era equivalent a un semestre universitari.
Més tard, el 2016, Busuu va treballar amb un professor sènior de The Open University per conèixer el comportament dels aprenents d'idiomes a la plataforma. Els resultats van mostrar que el 82% dels aprenents de Busuu van confirmar que Busuu va ajudar a millorar el seu aprenentatge d'idiomes.

## Desenvolupament
La pàgina es basa en una estructura Drupal, i ha sigut alabada pels seus gràfics nets, frescs, de colors vius i per la seua facilitat d'accés i manipulació. Busuu es caracteritza igualment per una interfase amb un tauler de mandos molt atractiu que canvia al millorar les seues capacitats lingüístiques.

## Premis
En 2008 Busuu va formar part del projecte dut a terme per la Unesco Any Internacional de les llengües, darrere la seua campanya per salvar el Silbo gomero, a més va guanyar un Lleó de Plata en el Festival Internacional de Publicitat. En 2009, fou nominat al premi Tech Crunch i Premis d'Internet, i en aquest mateix any fou guardonat amb la Etiqueta Europea per Projectes Innovadors en l'Aprenentatge d'Idiomes. En 2011 va guanyar el premi Tech Crunch com la millor web d'educació. En novembre de 2012, Busuu va rebre el premi Ventures Ptich Seven Day, gràcies al que va rebre 4 milions d'euros per a invertir en publicitat en Alemanya. La jornada fou organitzada per ProSiebenSt. 1 Media AG en Londres.